# Tetrabutylammoniumhydrogensulfat
Tetrabutylammoniumhydrogensulfat ist eine quartäre Ammoniumverbindung und ein Hydrogensulfat.

## Herstellung
Tetrabutylammoniumhydrogensulfat kann durch Reaktion von Tetrabutylammoniumazid mit Kaliumhydrogensulfat und verdünnter Schwefelsäure oder durch Reaktion von Tetrabutylammoniumthiocyanat mit 70%iger Schwefelsäure hergestellt werden.

## Reaktionen und Verwendung
Tetrabutylammoniumhydrogensulfat eignet sich als Reagenz zur Einführung von Sulfatgruppen in organische Moleküle und wird beispielsweise zur Herstellung von Sulfaten von Flavonoiden verwendet. Als Aktivierungsreagenz wird zusätzlich ein Carbodiimid (zum Beispiel Dicyclohexylcarbodiimid) verwendet. Eine selektive und anpassbare Methode zur Herstellung von Sulfaten aus diversen Hydroxyverbindungen setzt Tetrabutylammoniumhydrogensulfat mit Dimethylsulfat oder Diisopropylsulfat ein. Tetrabutylammoniumhydrogensulfat wirkt außerdem als Katalysator für viele organische Reaktionen, beispielsweise die Glycosylierung von Hydroxamsäuren mit Tetraacetylglucopyranosylbromid.
Tetrabutylammoniumazid kann ausgehend von Tetrabutylammoniumhydrogensulfat hergestellt werden, indem dieses erst mit Natriumhydroxid und dann mit Natriumazid versetzt wird.